# Naja Bahrenscheer
Naja Stolberg Bahrenscheer (født. 22. september 1996 i Helsingør, Danmark) er en dansk tidligere fodboldspiller, der spillede målvogter for Ballerup-Skovlunde Fodbold og Brøndby IF i Elitedivisionen og LB07 Malmö. Hun repræsenterede også Danmarks kvindefodboldlandshold to gange.